# قسم بدرانلو الريفي (مقاطعة بجنورد)
قسم بدرانلو الريفي (بالفارسية: دهستان بدرانلو) هي منطقة ريفية تقع في إيران في قسم. يقدر عدد سكانها بـ 20,278 نسمة .